# Alberto Stegeman
Alberto Stegeman (Almelo, 20 februari 1971) is een Nederlandse (misdaad)journalist, presentator en pokerspeler.

## Biografie
Stegeman werd geboren in Almelo, maar groeide op in Vroomshoop. Hij studeerde in 1994 af aan de School of Media in Zwolle. Na een jaar Algemene Letteren aan de Vrije Universiteit in Amsterdam werd hij freelance schrijvend journalist. Zo schreef hij voor het Parool en het ANP. Daarna maakte hij de overstap naar de televisie.
Stegeman begon als verslaggever en presentator bij de regionale radiozender Delta FM. Op 24-jarige leeftijd was hij eindredacteur van Hart van de regio in het noorden van Nederland, de regionale rubriek van Hart van Nederland.
Stegeman is directeur van Noordkaap TV Producties in Amsterdam (eerder in Steenwijk en Zwolle). Naast Undercover in Nederland is hij verantwoordelijk voor alle programma's die Noordkaap produceert. Hij is vanaf het begin betrokken geweest bij het productiebedrijf. In 1998 werd Noordkaap opgericht, volgens zijn idee Oerend Hard, waarbij dorpsfeesten in Nederland in beeld gebracht werden. Daarna volgden tal van andere programma’s. Dit varieerde van realityseries, kinderseries tot indringende documentaires. Bekende titels zijn Brandweer Amsterdam (SBS6), Trauma NL (Net5) en Regiopolitie (SBS6). Deze serie kreeg in 2000 de Transactprijs als beste documentaire over seksueel geweld. In de eerste aflevering van seizoen 2008 van Undercover in Nederland stelt hij de beveiliging van Schiphol op de proef. Daarvoor werd hij op 28 januari 2010 veroordeeld, wegens het plegen van valsheid in geschrifte. Hem werd een boete van 1.500 euro opgelegd door de rechtbank. Later is dit een boete van 1.000 euro voorwaardelijk geworden. Een medewerker van het programma kreeg een boete van 1.000 euro, maar wel onvoorwaardelijk. Het rechercheteam van de Koninklijke Marechaussee op Schiphol noemde Stegeman gekscherend de 'Kiekeboe-smurf'. Als Stegeman in 2018 voor de zoveelste keer de beveiliging van Defensie test, wordt hij vervolgd. Hij had namelijk in de eetzaal van de legerplaats bij Oldebroek een nepbom achtergelaten om te testen hoe Defensie om zou gaan met zo’n situatie. De rechtbank legde hem vanwege het vorengenoemde feit een onvoorwaardelijke geldboete van 2.000 euro op. 
In het najaar van 2008 presenteerde hij, samen met Rob Geus, het programma Red mijn vakantie!. Hierin werden pogingen gedaan om problemen van vakantiegangers op te lossen. Ook in het najaar van 2009, 2010, 2011, 2012 en 2013 was dit programma te zien.
Sinds 5 januari 2014 is Stegeman te zien met het nieuwe programma Onopgeloste zaken. Hierin houdt hij zich bezig met zaken van de politie, waarvan de daders nog vrij rondlopen. Stegeman presenteerde van 2014 tot en met 2015 het SBS6-programma Gestalkt.
In 2016 begon het programma Stegeman op de Bres. In dat programma helpt Stegeman mensen in problemen waarbij de politie niet direct kan helpen.
In 2024 speelde Stegeman de politieman die Jezus oppakt in de veertiende editie van The Passion. In die hoedanigheid was hij een van de drie personen die Petrus herkende. Datzelfde najaar was Stegeman te zien als het personage jurylid Van Buffelen in de bioscoopfilm De Grote Sinterklaasfilm: Stampij in de bakkerij. Datzelfde jaar was Stegeman te zien als een van de presentatoren van het SBS6-programma De beste wensen.
Stegemans autobiografisch ingestoken boek Alberto: mijn strijd tegen onrecht verscheen in mei 2025. In het boek schreef Stegeman onder meer over een undercoveractie bij een praatgroep voor pedofielen, waarbij mogelijk een bekende Nederlander aanwezig was. Hierover ontstond een mediastorm.

## Pokeren
Stegeman is in zijn vrije tijd een fanatiek pokerspeler. Hij won in november 2018 het hoofdtoernooi van de Master Classics of Poker. In januari 2024 bedroeg het totaal door Stegeman gewonnen prijzengeld $ 732,953.

### Bestseller 60
| Boeken met noteringen in de Nederlandse Bestseller 60 | Jaar van verschijnen | Datum van binnenkomst | Hoogste positie | Aantal weken | Opmerkingen   |
| ----------------------------------------------------- | -------------------- | --------------------- | --------------- | ------------ | ------------- |
| Alberto                                               | 2025                 | 04-06-2025            | 23              | 1            | autobiografie |

- Gemeinsame Normdatei: 17394244X
- International Standard Name Identifier: 0000 0003 6901 1480
- Nederlandse Thesaurus van Auteursnamen: 301058962
- Virtual International Authority File: 190973018
- WorldCat: E39PBJrrykb6qwXQkCcgdXTbVC